# Kephartia
Kephartia is een botanische naam voor een geslacht van korstmossen behorend tot de familie Lecideaceae. De typesoort is Kephartia crystalligera.

## Soorten
Het geslacht bestaat volgens Index Fungorum uit de volgende twee soorten (peildatum november 2021):
| Soortnaam               | Auteur(s)              | Publicatiejaar |
| ----------------------- | ---------------------- | -------------- |
| Kephartia crystalligera | R.C. Harris & Lendemer | 2013           |
| Kephartia spinadiaboli  | R.C. Harris & Lendemer | 2013           |